# 霍尔效应推进器

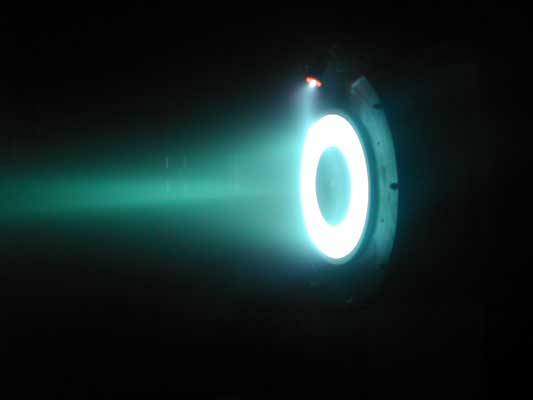
正在運行的位於普林斯頓電漿物理實驗室中的2 kW霍爾推進器

在航天器推進中，霍爾效應推進器（英文：Hall-effect thruster,HET）是一種離子推進器，其中推進器透過電場來加速。霍爾效應推進器利用磁場限制電子的軸向運動，然後利用它們使推進劑電離，有效地加速離子產生推力，並中和羽狀流中的離子。霍爾效應推進器，因為奠基於埃德溫·霍爾發現的霍爾效應，因此有時被稱為霍爾推進器（Hall thrusters）或霍爾電流推進器（Hall-current thrusters）。霍爾效應推進器被歸類為中等比衝（1,600 s）太空推進技術，自1960年代以來就受益於大量的理論和實驗的研究。

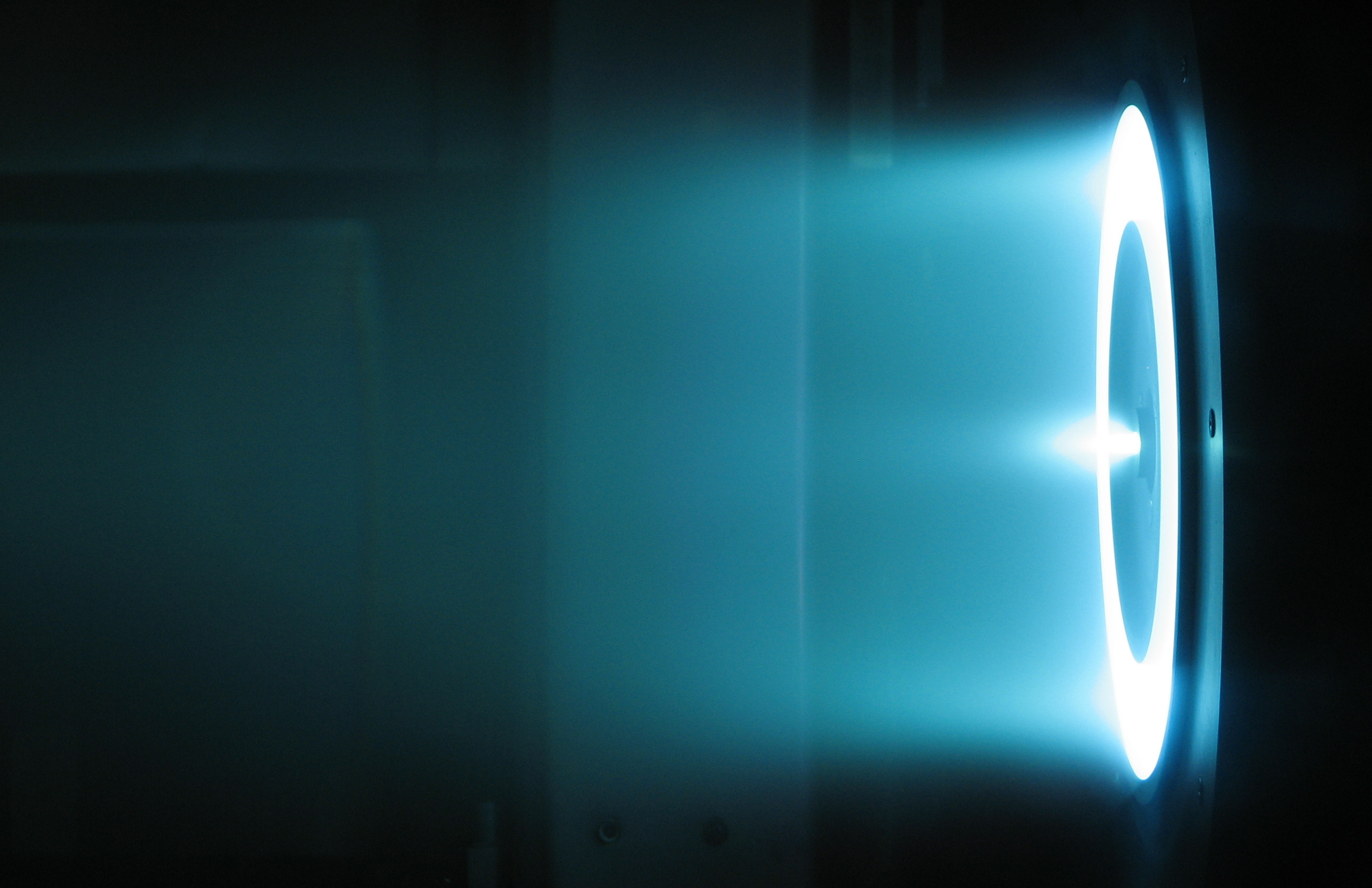
NASA噴氣推進實驗室中正在運行的6 kW霍爾推進器

霍爾推進器可使用多種推進劑進行操作，最常見的是氫氣和甲+丁烷氣。其他可能的推進劑包括氬氣、鉍、碘、鎂和鋅。
霍爾推進器能夠將排出的氣體加速到10至80 km/s（1,000-8,000 s的特定衝量）之間的速度，大多數型號的工作速度為15至30 km/s（1,500-3,000 s的特定衝量）。產生的推力取決於功率水平，在1.35 kW的功率下運行的設備產生的推力約為83 mN。在實驗室測試的高功率模型中已證明可達到高達5.4N的推力。使用氙氣的霍爾推進器的功率水平已可達到100 kW。
截至2009年，霍爾效應推進器的輸入功率範圍為1.35至10千瓦，排氣速度為每秒10–50公里，推力為40–600毫牛頓，效率為45％至60％。
霍爾效應推進器的應用包括控制軌道衛星的方向和位置，並用作中型太空飛行器的主要推進引擎。其中天宫空间站是已知宣布使用霍尔效应推进器来维持轨道高度的应用。

## 外部連結
- Edgar Y. (2009). New dawn of electric rocket. The Hall thruster （页面存档备份，存于）
- SITAEL S.p.A. (Italy) – Page presenting Hall effect thruster products & data sheets. （页面存档备份，存于）
- Snecma SA (France) page on PPS-1350 Hall thruster
- Electric Propulsion Sub-Systems （页面存档备份，存于） (PDF)
- Stationary plasma thrusters （页面存档备份，存于） (PDF)
- ESA page on Hall thrusters （页面存档备份，存于）
- Apollo Fusion （页面存档备份，存于）